# Ballin (Einheit)
Die Ballin, oder auch der Kübel, war ein Volumenmaß auf Grönland. Das Maß wurde für Blubber vom Wal und Seehund genutzt.
Nordgrönland
- 1 Ballin = 1 ½ Biertonnen (dän.) = 197 Liter

Südgrönland
- 1 Ballin = 1 ⅓ Biertonnen (dän.) = 175 Liter